# Eynehankuzviran, İhsaniye
Eynehankuzviran là một xã thuộc huyện İhsaniye, tỉnh Afyonkarahisar, Thổ Nhĩ Kỳ. Dân số thời điểm năm 2011 là 281 người.